# Новый Городок (Красноярский край)
Новый Городок — поселок, административный центр Новогородокского сельсовета Енисейского района Красноярского края.

## Географическое положение
Поселок расположен на левом берегу реки Кас, притока Енисея примерно в 192 км на север-северо-запад по прямой от районного центра города Енисейск.

## Климат
Климат резко континентальный с низкими зимними температурами, застоем холодного воздуха в долинах рек и котловинах. В зимнее время над поверхностью формируется устойчивый Сибирский антициклон, обусловливающий ясную и морозную погоду со слабыми ветрами. Континентальность климата обеспечивает быструю смену зимних холодов на весеннее тепло. Однако низменный рельеф способствует проникновению арктического антициклона. Его действие усиливается после разрушения сибирского антициклона с наступлением теплого периода. Поэтому до июня бывают заморозки. Средние многолетние значения минимальных температур воздуха в самые холодные месяцы — январь и февраль — составляет −25…-27°С, а абсолютный минимум достигает −53…-59°С. Средние из максимальных значений температуры для наиболее теплого месяца (июля) на всем протяжении долины колеблются в пределах 24 — 25°С, а абсолютные максимумы температур в летние месяцы достигают значений в 36 — 39°С. Зима продолжительная. Период со средней суточной температурой ниже −5° на всей протяженности составляет около 5 месяцев (с ноября по март). Ниже 0° — около полугода. Продолжительность безморозного периода в рассматриваемом районе составляет 103 дня, при этом первые заморозки наблюдаются уже в начале сентября. Последние заморозки на поверхности почвы могут наблюдаться в мае.

## История
Первоначальное название поселка было 8-е плотбище Касовского участка Ярцевского леспромхоза. Участок существовал с 1933 года. Плотбища в 30-е годы и позже представляли собой временные поселки, располагавшиеся на период заготовки и молевого сплава леса. В 30-40-е годы здесь на лесоповале работали ссыльные, в основном раскулаченные и депортированные перед войной и во время войны. Стало считаться населенным пунктом с 1949 г. В 50-е годы и позже большинство рабочих были сезонниками, их отправляли на определённый период на лесозаготовки из ближайших колхозов — Нижнешадринских «Новый быт» и им. Кирова — или из других колхозов Туруханского, а затем Ярцевского района. Сегодня, когда Касовский лесопункт бывшего Ярцевского леспромхоза закрыт, население резко сократилось, так как многие жители в связи с отсутствием работы выехали из поселка, а те, кто остался, живут за счет даров леса и домашнего хозяйства. В поселке есть школа, детский сад, несколько магазинов, клуб, почта, сельский совет.

## Население
Постоянное население составляло 404 человека в 2002 году (90 % русские). 273 человека в 2010.